# Walckenaeria fraudatrix
Walckenaeria fraudatrix is een spinnensoort uit de familie hangmatspinnen (Linyphiidae). De soort komt voor in Rusland, Mongolië, Alaska en Canada.